# Coronmeuse
Coronmeuse est un sous-quartier de la ville de Liège situé dans le quartier administratif du Nord. Ce sous-quartier a un caractère ouvrier, il est situé sur la rive gauche de la Meuse et il est à la limite nord de la ville avec la commune de Herstal. Les halles des foires de Liège (démolies en 2021 et remplacées par Liège Expo), la patinoire de Coronmeuse (abandonnée depuis l'ouverture de la patinoire de la Médiacité) et le parc Astrid y sont situés.

## Description
Le sous-quartier a été urbanisé lors des expositions internationales de 1930 et 1939. Le Palais des Sports (qui abritait une patinoire), Palais des Fêtes de la Ville de Liège lors de l'exposition internationale de la technique de l'eau de 1939 dû à l'architecte Jean Moutschen, et l'école Reine Astrid, située dans le parc du même nom, sont les derniers vestiges architecturaux de l'époque. Le festival musical des Ardentes s'est tenu par ailleurs depuis 2006 sur ce site, pour être transféré à Rocourt, rue de la Tonne en 2022.
C'est au niveau de Coronmeuse que se trouve par ailleurs l'extrémité sud du canal Albert, reliant Liège à Anvers.

## Toponymie
Coronmeuse viendrait du néerlandais Cromb puis Cron signifiant Courbe, courbé, faisant référence à une courbe de la Meuse. Le lieu est appelé Cromvemuse en 1247 et Cronmuse en 1320.